# Myadestes elisabeth
Myadestes elisabeth е вид птица от семейство Turdidae. Видът е почти застрашен от изчезване.

## Разпространение
Видът е разпространен в Куба.